# پوتسدام (مینه‌سوتا)
پوتسدام (به انگلیسی: Potsdam) یک منطقهٔ مسکونی در ایالات متحده آمریکا است که در Farmington Township واقع شده‌است. پوتسدام ۳۴۶٫۸۷ متر بالاتر از سطح دریا واقع شده‌است.